# Зун-Хурай
Зун-Хурай (рос. Зун-Хурай) — селище Хоринського району, Бурятії Росії. Входить до складу Сільського поселення Краснопартизанське.
Населення — 383 особи (2015 рік).
Селище засноване 1942 року.